# Urząd Miasta Katowice
Urząd Miasta Katowice – jednostka organizacyjna miasta Katowice, za pomocą której Prezydent Miasta Katowice wykonuje uchwały Rady Miasta Katowice i zadania określone przepisami prawa. Jej siedziba znajduje się w budynku przy ulicy Młyńskiej 4.

## Działalność i kompetencje
Przy pomocy Urzędu Miasta Katowice Prezydent Miasta Katowice wykonuje uchwały Rady Miasta Katowice i zadania na poziomie gminy i powiatu określone przepisami prawa w zakresie zadań własnych i zleconych z zakresu administracji rządowej (w tym realizowanych na mocy porozumień). Prezydent jest kierownikiem urzędu i wydaje rozstrzygnięcia osobiście bądź przy pomocy wiceprezydentów, skarbnika, sekretarza i upoważnionych przez niego osób.
Funkcjonowanie Urzędu Miasta Katowice opiera się na zasadzie służbowego podporządkowania, podziału obowiązków i indywidualnej odpowiedzialności za wykonywanie powierzonych zadań. Podstawowymi komórkami organizacyjnymi są wydziały, biura w randze wydziałów lub referatów oraz samodzielne stanowiska pracy. Organizację, zasady funkcjonowania i zakres jego zadań Urzędu Miasta Katowice określa nadany przez prezydenta Regulamin Organizacyjny Urzędu Miasta Katowice.

## Struktura organizacyjna
| Wydziały, referaty i samodzielne stanowiska | Siedziba                                | Dzielnica             | Zdjęcie |
| --- | --------------------------------------- | --------------------- | ------- |
| - Biuro Cyfryzacji - Biuro Rady Miasta - Biuro Skarbnika Miasta - Dyrektor Biura - Pełnomocnik Prezydenta ds. Ochrony Informacji Niejawnych - Wydział Administracyjny - Wydział Gospodarki Mieniem - Wydział Organizacji i Zarządzania - Wydział Spraw Obywatelskich                                                                | Siedziba główna ul. Młyńska 4           | Śródmieście           |         |
| - Biuro Geologii i Górnictwa - Wydział Geodezji - Wydział Podatków i Opłat Lokalnych - Wydział Uprawnień Komunikacyjnych - Wydział Zarządzania Kryzysowego | Biurowiec Francuska 70 ul. Francuska 70 | Os. Pader.- Muchowiec |         |
| - Biuro Bezpieczeństwa i Ochrony Zdrowia w Pracy - Biuro ds. Centralnych Rozliczeń VAT - Pełnomocnik Prezydenta ds. Organizacji Imprez Strategicznych - Wydział Audytu i Kontroli - Wydział Budżetu Miasta - Wydział Edukacji i Sportu - Wydział Kultury - Wydział Nadzoru Właścicielskiego                                         | Kamienica ul. 3 Maja 7                  | Śródmieście           |         |
| - Wydział Egzekucji i Orzecznictwa Podatkowego | Budynek biurowy ul. Pocztowa 7          | Śródmieście           |         |
| - Biuro Konserwatora Zabytków - Wydział Budynków i Dróg - Wydział Informatyki - Wydział Księgowo-Rachunkowy - Wydział Kształtowania Środowiska - Wydział Obsługi Inwestorów - Wydział Polityki Społecznej - Koordynator zespołu ds. dostępności cyfrowej - Koordynator zespołu ds. dostępności usług społecznych                    | Dom Prasy Śląskiej Rynek 1              | Śródmieście           |         |
| - Biuro Zamówień Publicznych - Biuro Zgodności i Bezpieczeństwa - Wydział Architektury i Budownictwa - Wydział Funduszy Europejskich - Wydział Komunikacji Społecznej - Wydział Planowania Przestrzennego i Urbanistyki - Wydział Prawny - Wydział Promocji - Koordynator zespołu ds. dostępności architektonicznej i transportowej | Budynek biurowy Rynek 13                | Śródmieście           |         |
| - Miejski Rzecznik Konsumentów - Wydział Klimatu i Energii - Wydział Monitorowania Inwestycji - Wydział Rozwoju Miasta - Wydział Transportu | Budynek biurowy ul. Warszawska 4        | Śródmieście           |         |
| - Urząd Stanu Cywilnego | Pałac Goldsteinów pl. Wolności 12a      | Śródmieście           |         |
| - Pełnomocnik Prezydenta ds. Strategii Rozwoju | ?                                       | nd.                   | nd.     |
| [ 5 ] [ 6 ] | [ 5 ] [ 7 ]                             | [ 7 ]                 | –       |

## Historia

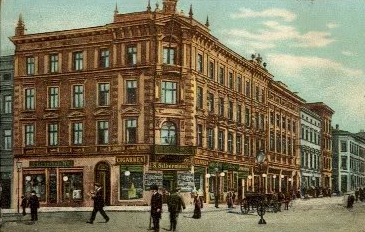
Nieistniejący budynek hotelu „De Prusse” na widokówce sprzed 1906 roku, który od 1899 roku był katowickim ratuszem

11 września 1865 roku Katowice uzyskały prawa miejskie, a po wejściu w życie 11 stycznia 1866 roku ich jego postanowień przystąpiono do tworzenia administracyjnych struktur miasta. Magistrat rozpoczął swoją działalność 28 grudnia tego samego roku, a na jego czele stał burmistrz. Magistratowi podlegały komisje miejskie i deputacje – komisji było 17, a jej przewodniczącego mianował burmistrz spośród członków Magistratu. Wszelkie zarządzenia administracyjne władze miejskie zamieszczały w gazecie urzędowej Kattowitzer Stadtblatt.
Na początku lat 70. XIX wieku katowicki ratusz mieścił się w budynku przy późniejszej ulicy 3 Maja, a następnie zakupiono do Tiele-Wincklerów grunt przy późniejszej ulicy Warszawskiej pod budowę siedziby Rady Miejskiej i Magistratu. Stały tam dwa budynki folwarczne, z czego jeden z nich przebudowano według projektu Carla Heintzego na ratusz. W latach 90. XIX wieku miasto zakupiło gmach hotelu „De Prusse” przy późniejszym Rynku, do którego w 1899 roku została przeniesiona siedziba ratusza.

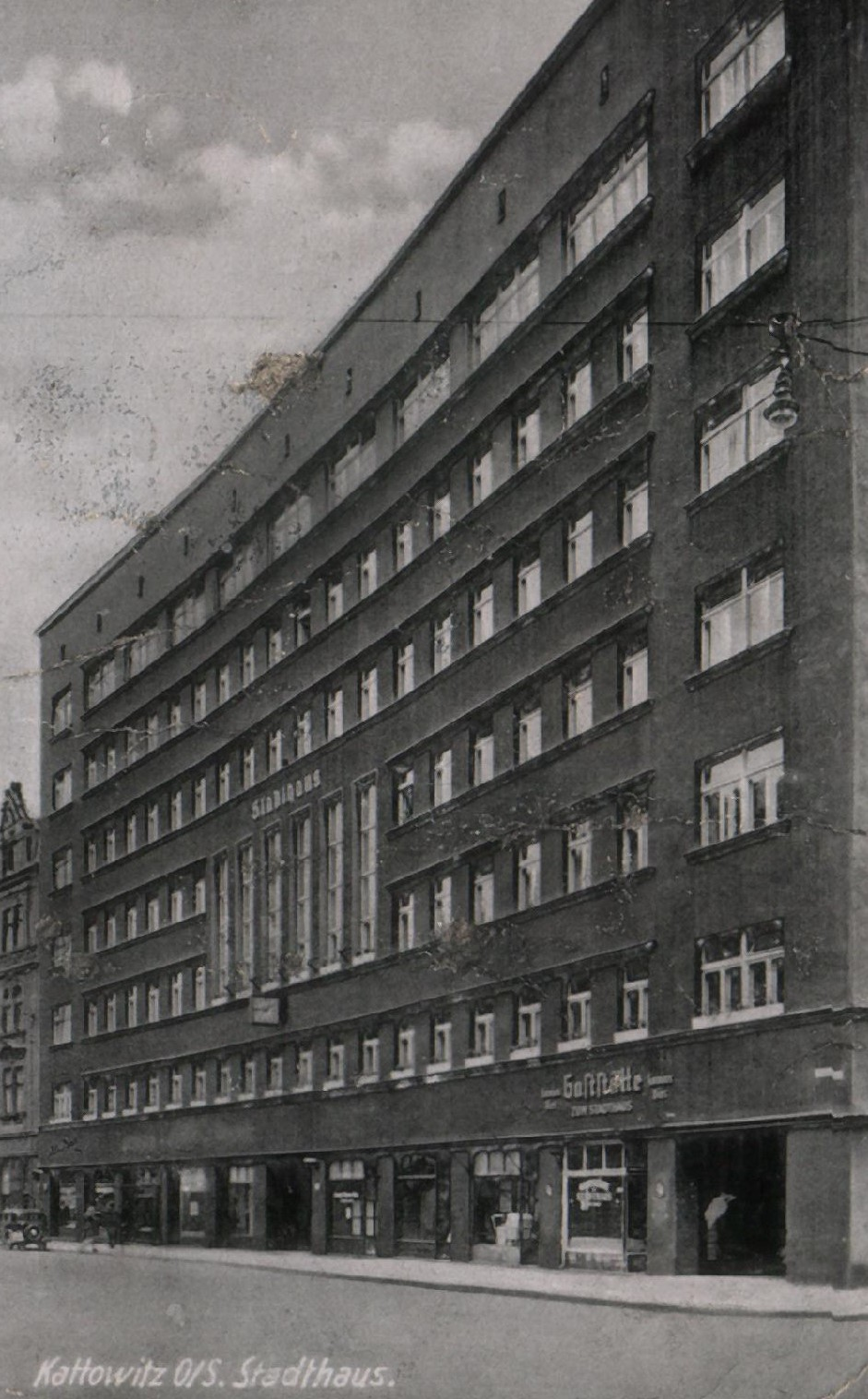
Gmach katowickiego Magistratu w czasie niemieckiej okupacji

Po 1922 roku podstawą funkcjonowania samorządu w Katowicach nadal była pruska ustawa z 1853 roku z niewielkimi modyfikacjami. W latach międzywojennych Magistrat składał się z burmistrza (prezydenta), jego zastępców, ławników oraz radców. Podlegały mu deputacje miejskie (sanitarna, szkolna, dla ubogich i zdrowotna) oraz naczelnicy okręgów miejscowych. W 1926 roku w Magistracie zatrudnionych było 558 urzędników. 5 maja 1926 roku Sejm Śląski wydał ordynację wyborczą dla gmin miejskich i wiejskich, regulującą m.in. skład i działanie magistratów. Na jej podstawie w Katowicach powołano 26 deputacji, wydziałów, komisji i kuratoriów. Od 1928 roku władze miejskie wydawały Wiadomości Administracyjne Miasta Katowic oraz Wiadomości Statystyczne. W tym okresie katowicki ratusz przy ulicy Pocztowej z biegiem czasu okazał się zbyt mały, dlatego też w latach 1929–1931 na potrzeby władz miejskich został wzniesiony nowy gmach przy ulicy Młyńskiej 4. W 1934 roku Magistrat został zreorganizowany.
Pierwszy zachowany plan organizacyjny Magistratu w okresie niemieckiej okupacji podczas II wojny światowej pochodzi z 27 września 1939 roku. Urząd miał wówczas układ charakterystyczny dla podziałów kompetencyjnych w niemieckich miastach powiatowych, tzw. decernatowy. Od lutego 1940 roku działało w Katowicach 9 decernatów, a na czele Magistratu stał nadburmistrz.
Po wyzwoleniu Katowic z niemieckiej okupacji, na przełomie stycznia i lutego 1945 roku zaczął w mieście funkcjonował Zarząd Miejski. Został podzielony na 6 wydziałów: ogólny, administracyjny, finansowy, społeczny, techniczny, przedsiębiorstw miejskich oraz samodzielny referat inspekcji. Podział ten obowiązywał on do 1947 roku, kiedy to prezydent Katowic Aleksander Willner zatwierdził nowy statut i regulamin, który zwiększał liczbę wydziałów zarządu do 11. 20 marca 1950 roku Sejm PRL uchwalił ustawę znoszącą m.in. stanowiska prezydentów miast. Wprowadzała ona jednolity system, oparty na wybranych przez mieszkańców radach podporządkowanych hierarchicznie Radzie Państwa. Po reformie administracyjnej w 1973 roku władzę wykonawczą oddano urzędom miejskim, na czele której ponownie stanęli prezydenci, lecz faktyczne decyzje o zasadniczych problemach miasta nadal zapadły w Komitecie Wojewódzkim lub Miejskim PZPR w Katowicach.
8 marca 1990 roku została przyjęta przez Sejm ustawa o samorządzie terytorialnym, która dała prawo mieszkańców do zarządzania sprawami lokalnymi za pośrednictwem organów gminy – rady miasta i zarządu.